# Samedi noir (Liban)
Ne doit pas être confondu avec Samedi noir.
Le samedi noir (en arabe : السبت الأسود) est le massacre d'environ 300 musulmans et druzes libanais à Beyrouth par des phalangistes le samedi 6 décembre 1975, au début de la guerre civile libanaise,,. Il crée un précédent pour les massacres ultérieurs telles que la bataille des hôtels, le massacre de Karantina et le massacre de Damour.
Les meurtres sont dirigés par Joseph Saade, un phalangiste dont le fils a été tué à Fanar plus tôt dans la journée, lorsque quatre jeunes phalangistes chrétiens sont assassinés par des membres du Fatah sur la route de Fanar au Liban. 
Le massacre embrase Beyrouth et accélère la guerre civile.